# Julia Trotman
Julia Lyman Trotman (* 25. März 1968 in New York City) ist eine ehemalige US-amerikanische Seglerin.

## Erfolge
Julia Trotman, die in der Bootsklasse Europe startete, nahm an den Olympischen Spielen 1992 in Barcelona teil. Mit 62,7 Punkten beendete sie die Regatta hinter Linda Andersen und Natalia Vía Dufresne auf dem dritten Rang und gewann damit die Bronzemedaille.
Trotman, die an der Harvard University studiert hatte, heiratete 1994 den Segler James Brady, der 1992 mit Silber ebenfalls eine olympische Medaille gewann.